# Murol
Murol település Franciaországban, Puy-de-Dôme megyében. Lakosainak száma 670 fő (2022. január 1.). Murol Saulzet-le-Froid, Le Vernet-Sainte-Marguerite, Saint-Nectaire, Saint-Victor-la-Rivière és Chambon-sur-Lac községekkel határos.

## Népesség
A település népességének változása:
| Lakosok száma | 550  | 574  | 596  | 588  | 582  | 580  | 610  | 640  | 670  |
|               | 2013 | 2015 | 2016 | 2017 | 2018 | 2019 | 2020 | 2021 | 2022 |